# Chlosyne harrisii
Chlosyne harrisii är en fjärilsart som beskrevs av Samuel Hubbard Scudder 1862. Chlosyne harrisii ingår i släktet Chlosyne och familjen praktfjärilar. Inga underarter finns listade i Catalogue of Life.